# Божица
Божѝца (на сръбски: Божица или Božica) е село в община Сурдулица, Западните покрайнини, Сърбия.

## География
Село Божица се намира във високопланински район в северозападния дял на разделената от българо-сръбската граница област Краище. Разположено е на изток от българо-сръбската граница от периода 1878 – 1920 година.
Площта на землището на Божица, която обхваща 71,6 кв. км, е най-голяма сред селата в Краище.
Божица се състои от 11 разпръснати махали – Село̀, Ко̀дина махала, Велкичѐва махала, Дѐдичина махала, Да̀рковска махала, Злата̀нова махала, Дея̀нова махала, Джѝвина махала, Ма̀ричева махала, Дра̀чина махала и Букова глава махала. Някои от тях се разделят на подмахали. През селото тече Божичката река и многобройни потоци, които се вливат в нея.

## История
В землището на селото са намерени много останки от Средновековието. Според местни легенди първоначално Божица била купно село, разположено на мястото на днешната централна махала Село.

### В Османската империя
Значителна роля за развитието на Божица е имал добивът и обработката на желязна руда, поради което селото е било наричано „Богата“ или „Златна“ Божица. Преданията свързват началото на рударството по тези земи с „лятинци“ („латинци“). Благодарение на рудниците и инсталациите за преработката на рудата (вигни/вигнища и самокови/мадани) сравнително многобройното население на селото успява да изкарва прехраната си в продължение на столетия в неплодородната местност. Рудниците са били вакъф. Краят на божичкото рударство настъпва през първата половина на XIX век и се свързва с изсичането на околните букови гори, които служат за източник на гориво за вигните и мадана.
В селската църква „Свети Никола“ са запазени стенописи от XVII век, също така надпис още от XIV век. За Божичката църква Константин Иречек отбелязва, че в Народната библиотека са постъпили от тази стара църква два ръкописа от XVI век.
За разлика от много от останалите села в района, през XIX век Божица не е господарско село и обработваемата земя принадлежи на местните жители. По това време божичани се славят и като добри строители, които работят в различни краища на днешна България и Сърбия.
В 1864 година Божица е сравнително голямо село, което има 159 ханета (902 мъже), а в 1874 година – 244 ханета (1008 мъже, от тях 12 цигани-християни).
През 1860 година е отворено училище в Божица, чийто пръв учител е Найден Стоянов от село Райчиловци, Босилеградско.
В 1874 година Божица е на второ място сред селата в Кюстендилска каза по брой на отглежданите овце - 7663.

### В България
От 1878 до 1920 година селото е в границите на България. То е център на община, която е част последователно от Изворска (до 1889 г.), Босилеградска (до 1901 г.) и Кюстендилска околия. През 1881 годи община Божица има 2342 жители, от които 1204 мъже и 1138 жени.

В 1883 година Константин Иречек описва първите си впечатления от Божица по следния начин:
| „ | ...пристигнахме между ниви още зелен овес в центъра на село Божица (около 1240 м). На издатъка между стичането на два потока се издигат стара църква, ново училище и ред къщи, построени край пътя към склона, между тях и един хан. Къщите са покрити или с апсидни плочи, или със слама. | “ |

По време на Сръбско-българската война от 1885 година районът на селото е театър на военните действия. На 1 ноември 1885 г. на границата край Божица български патрул е нападнат от сръбски части. В завързалата се престрелка и двете страни дават жертви, а инцидентът се използва от сръбска страна като претекст за започване на войната. На 2 и 3 ноември българските войски водят отбранителни сражения край селото, а на 16 ноември – настъпателни. На 3 ноември 1885 г. български части, обстрелват настъпващите сръбски войски от къщи в Божица, както и от околни височини. Селото е превзето от сърбите след обходна маневра – История на Сръбско-българската война 1885 г., София 1925, с. 280.
През 1895 година кмет на община Божица е Стоимен Петров.
През 1908 година е отворено училище и в Деянова махала, а в 1912 година – в Златанова махала. В 1904 година е построена църквата „Св. Петър и Павел“, а в 1910 година – пътят Босилеград-Божица.
В състава на 13 Рилски пехотен полк, 53 пехотен полк и други военни части на Българската армия божичани участват във войните за национално обединение от 1912 – 1918 г. В Добричката епопея от 1916 година, край село Ези бей, загиват шестима от тях, сражаващи се в редовете на 53 пехотен полк. 27 местни жители са наградени с военни отличия за участието им в Първата световна война.
| Наградени в Първата световна война (1915 – 1918) | Наградени в Първата световна война (1915 – 1918) | Наградени в Първата световна война (1915 – 1918)   | Наградени в Първата световна война (1915 – 1918) | Наградени в Първата световна война (1915 – 1918)                                    | Наградени в Първата световна война (1915 – 1918)                    | Наградени в Първата световна война (1915 – 1918)                          |
| Номер                                            | Имена                                            | Чин                                                | Военна част                                      | Награден с                                                                          | Мотиви за награждаването                                            | Източник                                                                  |
| ------------------------------------------------ | ------------------------------------------------ | -------------------------------------------------- | ------------------------------------------------ | ----------------------------------------------------------------------------------- | ------------------------------------------------------------------- | ------------------------------------------------------------------------- |
| 1.                                               | Александър Зарев Колунички                       | старши подофицер                                   | 53-ти пехотен полк, 2 рота                       | Войнишки кръст „За храброст“, IІ ст.                                                | за отличие във войната със сърби, англичани и французи през 1915 г. | ДВИА, ф. 40, оп. 1, а.е. 101, л. 95; ф. 40, оп. 1, а.е. 100, л. 158 – 159 |
| 2.                                               | Александър Момчилов                              | редник                                             | 53-ти пехотен полк, 9 рота                       | Знак на военния орден „За храброст“, IV ст.; Войнишки кръст „За храброст“, IV ст.   | за отличие във войната със сърби, англичани и французи през 1915 г. | ДВИА, ф. 40, оп. 1, а.е. 101, л. 80; ф. 40, оп. 1, а.е. 100, л. 155 – 156 |
| 3.                                               | Алекси Стаменов Моршев                           | младши подофицер                                   | 17-и артилерийски скорострелен полк, 6-а батарея | Военен орден „За храброст“, ІІІ ст.                                                 |                                                                     | ДВИА, ф. 40, оп. 1, а.е. 100, л. 181 – 182                                |
| 4.                                               | Алексо Милошов                                   | редник                                             | 53-ти пехотен полк, парков взвод                 | Знак на военния орден „За храброст“, IV ст.; Войнишки кръст „За храброст“, IV ст.   | за отличие във войната със сърби, англичани и французи през 1915 г. | ДВИА, ф. 40, оп. 1, а.е. 101, л. 81; ф. 40, оп. 1, а.е. 100, л. 157 – 158 |
| 5.                                               | Алексо Стойчов Гойков [Алекси Стойчев Гойков]    | старши подофицер                                   | 53-ти пехотен полк, 3-та рота                    | Войнишки кръст „За храброст“, I ст.                                                 | за отличие във войната със сърби, англичани и французи през 1915 г. | ДВИА, ф. 40, оп. 1, а.е. 100, л. 151 – 152; ф. 40, оп. 1, а.е. 101, л. 95 |
| 6.                                               | Васил Станчев Атанасов                           | ефрейтор                                           | 53-ти пехотен полк, 3-та рота                    | Знак на военния орден „За храброст“, III ст.; Войнишки кръст „За храброст“, IІІ ст. | за отличие във войната със сърби, англичани и французи през 1915 г. | ДВИА, ф. 40, оп. 1, а.е. 101, л. 95; ф. 40, оп. 1, а.е. 100, л. 158 – 159 |
| 7.                                               | Васил Стоянов Попов                              | редник                                             | 53-ти пехотен полк, 3-та рота                    | Знак на военния орден „За храброст“, III ст.; Войнишки кръст „За храброст“, IІІ ст. | за отличие във войната със сърби, англичани и французи през 1915 г. | ДВИА, ф. 40, оп. 1, а.е. 101, л. 95; ф. 40, оп. 1, а.е. 100, л. 158 – 159 |
| 8.                                               | Веле Харизанов Могилски                          | младши подофицер (длъжност: командир на отделение) | 53-ти пехотен полк, 3-та рота                    | Знак на военния орден „За храброст“, III ст                                         | за бойни отличия в боевете 1917 г.                                  | ДВИА, ф. 40, оп. 1, а.е. 104, л. 175                                      |
| 9.                                               | Дим. Ангелов Аризанов                            | ефрейтор                                           | 13-и пехотен полк, 10-а рота                     | Войнишки кръст „За храброст“, ІV ст.                                                |                                                                     | ДВИА, ф. 40, оп. 1, а.е. 100, л. 124                                      |
| 10.                                              | Димчо Миладинов Иванов                           | редник                                             | 53-ти пехотен полк, 12-а рота                    | Знак на военния орден „За храброст“, III ст.                                        | за бойни отличия и заслуги през войната (1917 г.)                   | ДВИА, ф. 40, оп. 1, а.е. 104, л. 192 а-192 б                              |
| 11.                                              | Ефтим Зарев Гъндев [Ефтин Зарев Гъндев]          | младши подофицер                                   | 53-ти пехотен полк, 10-а рота                    | Знак на военния орден „За храброст“, IV ст.                                         | за отличие във войната със сърби, англичани и французи през 1915 г. | ДВИА, ф. 40, оп. 1, а.е. 101, л. 81; ф. 40, оп. 1, а.е. 100, л. 156 – 157 |
| 12.                                              | Игнат Николов Венкичев [Игнат Николов Велкичев]  | редник                                             | 53-ти пехотен полк, 3-та рота                    | Знак на военния орден „За храброст“, IV ст.; Войнишки кръст „За храброст“, IV ст.   | за отличие във войната със сърби, англичани и французи през 1915 г. | ДВИА, ф. 40, оп. 1, а.е. 101, л. 80; ф. 40, оп. 1, а.е. 100, л. 153 – 154 |
| 13.                                              | Йордан Димитров Велинов                          | редник (длъжност: надзорник)                       | 53-ти пехотен полк, 3-та рота                    | Знак на военния орден „За храброст“, III ст.                                        | за бойни отличия и заслуги през войната (1917 г.)                   | ДВИА, ф. 40, оп. 1, а.е. 104, л. 192 а-192 б                              |
| 14.                                              | Йордан Станков Байнов                            | младши подофицер                                   | 53-ти пехотен полк, 2-ра рота                    | Знак на военния орден „За храброст“, III ст.; Войнишки кръст „За храброст“, IІІ ст. | за отличие във войната със сърби, англичани и французи през 1915 г. | ДВИА, ф. 40, оп. 1, а.е. 101, л. 95; ф. 40, оп. 1, а.е. 100, л. 158 – 159 |
| 15.                                              | Михал Костадинов                                 | редник                                             | 53-ти пехотен полк, 9-а рота, 10-а рота          | Знак на военния орден „За храброст“, IV ст.; Войнишки кръст „За храброст“, IV ст.   | за отличие във войната със сърби, англичани и французи през 1915 г. | ДВИА, ф. 40, оп. 1, а.е. 101, л. 80; ф. 40, оп. 1, а.е. 100, л. 155 – 156 |
| 16.                                              | Найден Георгиев Куртов                           | редник                                             | 53-ти пехотен полк, 9-а рота                     | Знак на военния орден „За храброст“, III ст.                                        | за бойни отличия в боевете 1917 г.                                  | ДВИА, ф. 40, оп. 1, а.е. 104, л. 175 – 175 а                              |
| 17.                                              | Симион Хр. Миладинов                             | фелдфебел                                          | 53-ти пехотен полк, 2-ра рота                    | Войнишки кръст „За храброст“, IІ ст.                                                |                                                                     | ДВИА, ф. 40, оп. 1, а.е. 100, л. 158 – 159                                |
| 18.                                              | Симо Цветков Дживин                              | редник                                             | 53-ти пехотен полк, 9-а рота                     | Знак на военния орден „За храброст“, ІІ ст.; Войнишки кръст „За храброст“, IІ ст.   | за отличие във войната със сърби, англичани и французи през 1915 г. | ДВИА, ф. 40, оп. 1, а.е. 101, л. 96; ф. 40, оп. 1, а.е. 100, л. 159 – 160 |
| 19.                                              | Стамен Стоименов Макин                           | редник                                             | 53-ти пехотен полк, 4-та рота                    | Знак на военния орден „За храброст“, IV ст.                                         | за отличие във войната със сърби, англичани и французи през 1915 г. | ДВИА, ф. 40, оп. 1, а.е. 101, л. 80; ф. 40, оп. 1, а.е. 100, л. 154 – 155 |
| 20.                                              | Стефан Николов Куртин                            | редник                                             | 53-ти пехотен полк, 3-та рота                    | Знак на военния орден „За храброст“, IV ст.                                         |                                                                     | ДВИА, ф. 40, оп. 1, а.е. 104, л. 187 – 187 а                              |
| 21.                                              | Стоян Бойков Русимов [Стоян Русимов Байнов]      | младши подофицер                                   | 13-и пехотен полк, картечна рота                 | Знак на военния орден „За храброст“, III ст.                                        | за отличие във войната със сърби, англичани и французи през 1915 г. | ДВИА, ф. 40, оп. 1, а.е. 101, л. 91; ф. 40, оп. 1, а.е. 100, л. 123       |
| 22.                                              | Стоян Милойков Елинкичов                         | редник                                             | 53-ти пехотен полк, 2-ра рота                    | Знак на военния орден „За храброст“, IV ст.                                         | за бойни отличия в боевете 1917 г.                                  | ДВИА, ф. 40, оп. 1, а.е. 104, л. 175 – 175 а                              |
| 23.                                              | Таско Симеонов                                   | младши подофицер                                   | 53-ти пехотен полк, 9-а рота                     | Знак на военния орден „За храброст“, IV ст.; Войнишки кръст „За храброст“, IV ст.   | за отличие във войната със сърби, англичани и французи през 1915 г. | ДВИА, ф. 40, оп. 1, а.е. 101, л. 80; ф. 40, оп. 1, а.е. 100, л. 155 – 156 |
| 24.                                              | Тома Петков Златанов [Тома Петков Златков]       | ефрейтор                                           | 53-ти пехотен полк, 2-ра рота                    | Знак на военния орден „За храброст“, IV ст.; Войнишки кръст „За храброст“, IV ст.   | за отличие във войната със сърби, англичани и французи през 1915 г. | ДВИА, ф. 40, оп. 1, а.е. 101, л. 80; ф. 40, оп. 1, а.е. 100, л. 153 – 154 |
| 25.                                              | Христо Игнатов Терзийски                         | редник                                             | 53-ти пехотен полк, 4-та рота                    | Знак на военния орден „За храброст“, III ст.; Войнишки кръст „За храброст“, IІІ ст. | за отличие във войната със сърби, англичани и французи през 1915 г. | ДВИА, ф. 40, оп. 1, а.е. 101, л. 95; ф. 40, оп. 1, а.е. 100, л. 151 – 152 |
| 26.                                              | Христо Янакиев Байнов                            | старши подофицер                                   | 53-ти пехотен полк, 2-ра рота                    | Знак на военния орден „За храброст“, ІІ ст.; Войнишки кръст „За храброст“, IІ ст.   | за отличие във войната със сърби, англичани и французи през 1915 г. | ДВИА, ф. 40, оп. 1, а.е. 101, л. 95; ф. 40, оп. 1, а.е. 100, л. 158 – 159 |
| 27.                                              | Яни Петров                                       |                                                    | 9-и опълченски полк                              | Войнишки кръст „За храброст“, IV ст.                                                | за проявена храброст в боевете през 1916 – 1917 г.                  | ДВИА, ф. 40, оп. 1, а.е. 104, л. 143 а 1                                  |

### В Сърбия
По силата на Ньойския договор от 1919 година, на 6 ноември 1920 г. селото е включено в пределите на Кралството на сърби, хървати и словенци. През този период жителите му са подложени на насилствена асимилация и на репресии. През февруари 1928 година сръбските власти убиват местния жител Раденко Стоянов.
В 1924 година е построена нова училищна сграда.
През 1941 – 1944 година Божица, както и останалите села в Западните покрайнини, отново е под българско управление. След 1944 година е в границите на Югославия и наследилата я след разпада ѝ Сърбия.
До 1965 година Божица е в Босилеградска община, след това е присъединена към община Власина Округлица, а от 1975 г. – към Сурдулишка община.
През 1968 година поради липса на ученици е закрито училището в Златанова махала, а през 1981 година – това в Деянова махала. През 80-те години на ХХ век изучаването на български език в местното училище е сведено до минимум. В последните десетилетия са засилени процесите на изселване на божичани – предимно във вътрешността на Сърбия (Ниш, Белград и др.). Според някои оценки в края на ХХ век Ниш живеят между 3500 и 4500 божичани или потомци на божичани. В 1996 година в Ниш е формирано сдружение на божичани.

## Население след 1878 г.
- 1880 – 1857 жители
- 1900 – 2485 жители
- 1910 – 2810 жители
- 1948 – 2487 жители
- 1953 – 2664 жители
- 1961 – 2316 жители
- 1971 – 1750 жители
- 1981 – 946 жители
- 1991 – 511 жители
- 2002 – 333 жители
- 2011 – 198 жители

При преброяването от 2002 година 64,86% от жителите на Божица са записани като българи, 27,92% като сърби, 1,50% като югославяни. Домакинствата са 135. Средната възраст е 47,3 години.

## Редовни събития
Ежегоден събор на Петровден.
В началото на ХХ век по време на събора се е органзирал двудневен панаир, известен с пазара на манифактурни стоки, спиртни напитки, плодове, бакър, земеделски инвентар (косѝ), вълна и коне.

## Божица в литературата
На Божица е посветено част от творчеството на писателя Костадин Златков, роден в Дедичина махала, но живеещ в България. Една от главите на книгата му „Черква за безбожници“ (София 2001) е озаглавена „Тъга за Божица“. Описвайки посещението си в родното си село половин век след напускането му, той пише:
| „ | Отвсякъде се лее сръбска реч. Хубава, напевна, добре изговорена, правилно наредена. Моите божичани не употребяват нито една българска дума, нито пък дума от своя говор. Даже по добитъка викат на сръбски, бълнуват, псуват, кълнат и оплакват умрелите на сръбски. | “ |

## Личности
Родени в Божица
- Аначко Радулов Пешов, български военен деец, младши подофицер, загинал през Първата световна война[24]
- Александър Дънков (1935), поет
- Евстати Захариев – деец на българите от Западните покрайнини преди 1944 г.
- Костадин Златков (1931), писател

## Галерия
- Снимки от Божица
- Улица в Божица
- Старата църква
- Новата църква
- Гробът на Петко Побиенски, село Божица
- Кубетата на новата църква